# Land Rover Defender (L663)
Land Rover Defender (L663) — полноприводный внедорожник, представленный компанией Land Rover 10 сентября 2019 года на Франкфуртском автосалоне. Автомобиль показан в трёх вариантах колёсной базы: в коротком исполнении — Defender 90, в среднем — Defender 110 и удлинённом — Defender 130.

## История создания

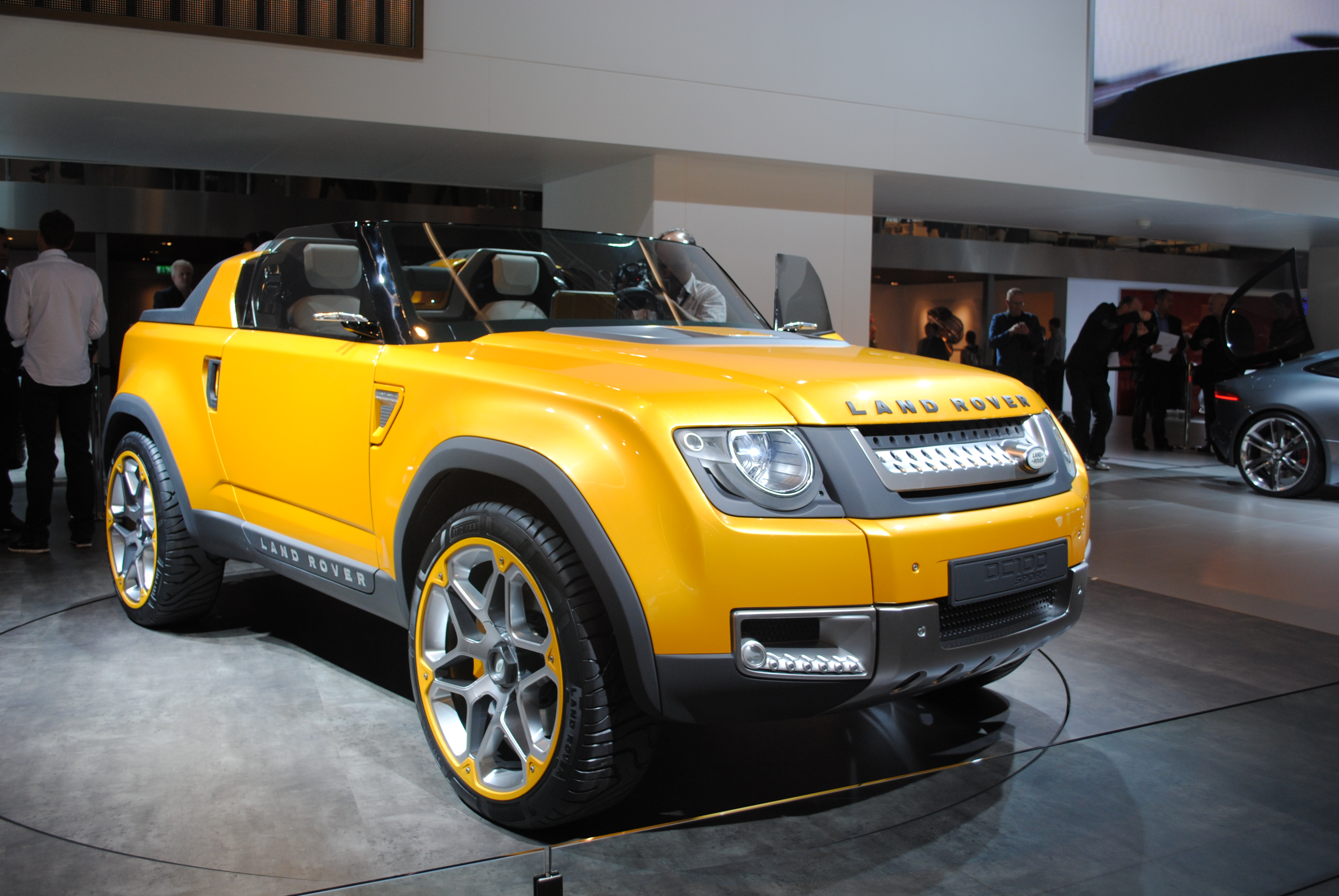
Land Rover DC100 Sport

Defender L663 должен прийти на смену Land Rover Defender (1983—2016), используя новую платформу D7x с несущим алюминиевым кузовом. 31 августа 2011 года в рамках анонса мотор-шоу во Франкфурте компанией Land Rover были представлены первые фотографии полноразмерного прототипа DC100. На снимках концепта (DC100 — Defender Concept 100), прослеживается вектор развития дизайна экстерьера стоявшего ещё на тот момент на конвейере Defender (1983—2016), однако интерьер новинки показан не был. Лишь на самом автосалоне 11 сентября 2011 года во Франкфурте были представлены 2 полноразмерных концепта: DC100 и DC100 Sport. Трёхдверный внедорожник, оснащённый дизельным двигателем, и двухдверная спортивная версия, ориентированная на отдых, без крыши, работающая на бензиновом двигателе. Работы над дизайном возглавлял Джерри Макговерн — директор по дизайну Land Rover.До официальной премьеры серийной модели появилась утечка от LEGO с ещё не вышедшим на тот момент набором 42110 Lego Technic: Land Rover Defender. На коробке в стилистике Lego изображён укороченный вариант L663.
Серийный автомобиль был представлен 10 сентября 2019 на Франкфуртском автосалоне. Главный дизайнер экстерьера Массимо Фрашелла сохранил преемственность и узнаваемость линий кузова. По его словам: «стилистика нового Defender — это манифест нынешней философии дизайна марки, лаконичной и одновременно сложной». Основным отличием конструкции L663 от предыдущего Defender стало наличие несущего кузова вместо рамы.

## Технические характеристики

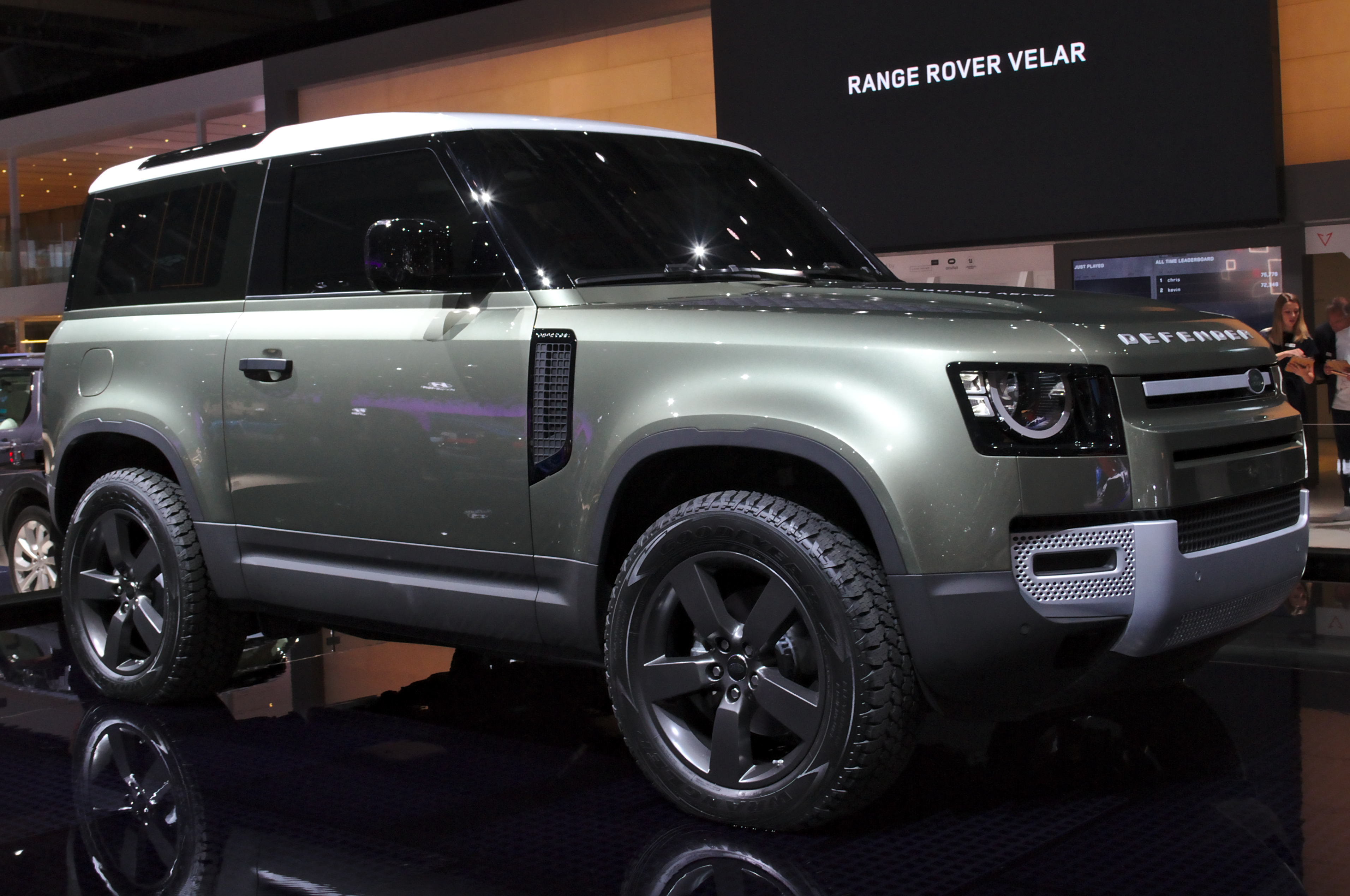
Defender 90

На выбор потребителю представлены двигатели семейства Ingenium: турбодизель объёмом 2.0 с мощностью 200 и 240 л. с. с крутящим моментом 430 Н•м. и умеренный гибрид с двигателем объёмом 3.0 и 400 л. с. с 550 Н•м, работающим в паре с электромотором. Все автомобили предполагается оснащать автоматической восьмидиапазонной коробкой передач ZF с двухступенчатой раздаточной коробкой и постоянным полным приводом. Все варианты комплектаций изначально будут предлагаться с пневматической подвеской. Версии обозначены индексами: две бензиновые (P300, P400), три дизельные (D200, D240, D300) и гибридная (P400 PHEV (P400e)), а также пять комплектаций: Standart, S, SE, HSE, X (X-Dynamic).

## Интерьер

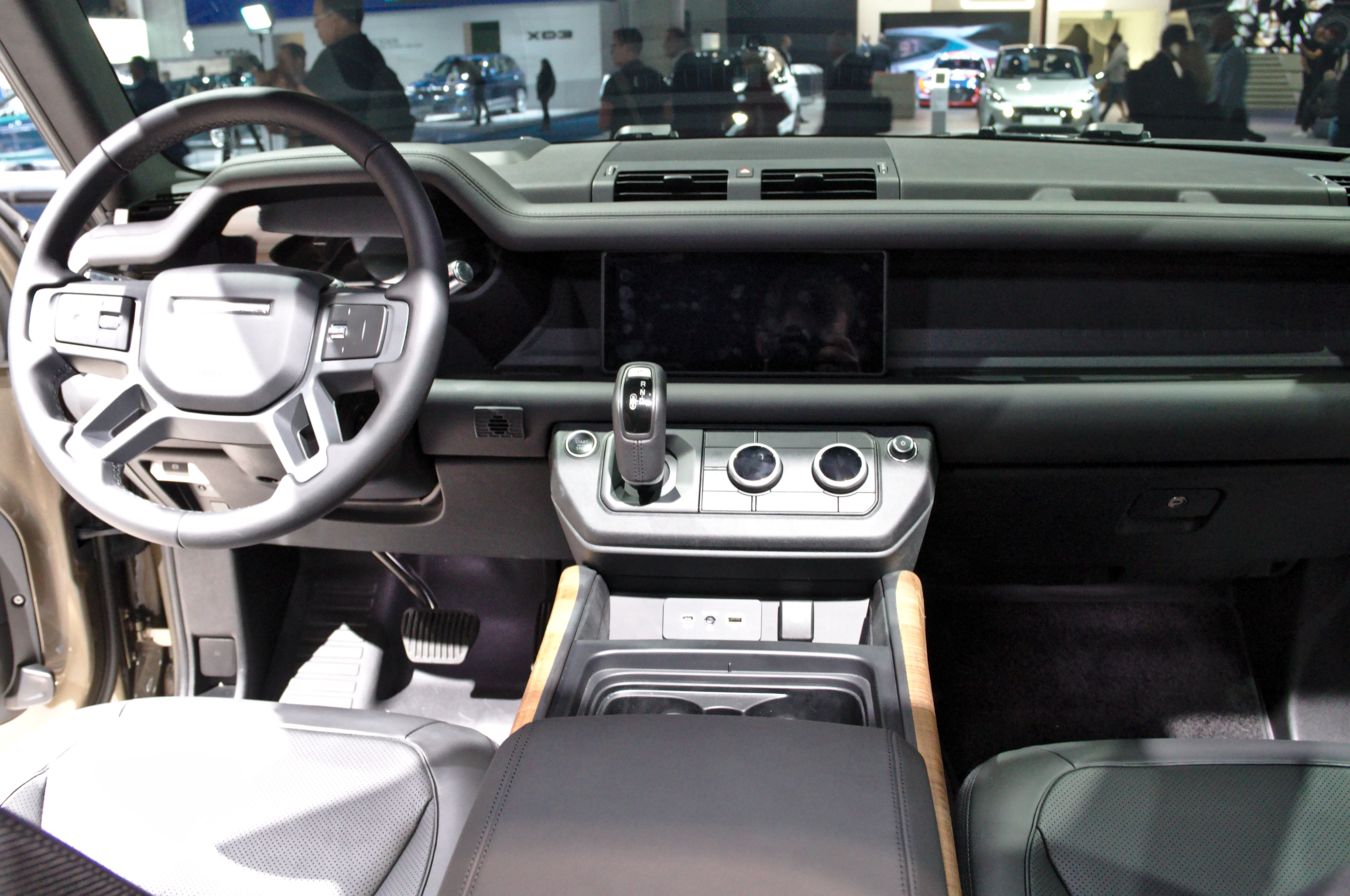
Интерьер Defender L663

Ключевой элемент архитектуры — поперечная балка из магниевого сплава со встроенными поручнями для рук. На раме из такого же материала закреплены все элементы передней панели. Для отделки интерьера используется ткань, зернистая кожа и износостойкий материал из высокопрочных полиэстеровых волокон. В качестве опций для Land Rover Defender доступны откидное кресло в центре переднего ряда и мягкая складная крыша. На автомобиле дебютирует в информационно-развлекательная система Jaguar Land Rover Pivi Pro, доступ к которой осуществляется через 10-дюймовый сенсорный экран.

## Производство
Автомобили будут собираться на заводе Nitra компании Jaguar Land Rover в Словакии. Производственное предприятие в Нитре было открыто 25 октября 2018 года. Завод занимает площадь около 300 000 м². Согласно опубликованному инвестиционному проекту «Automotive Nitra Project» следует, что новый завод в Нитре с производительностью от 150 000 до 300 000 автомобилей, будет создавать от 2000 до 4000 новых рабочих мест в год.

## Будущие варианты

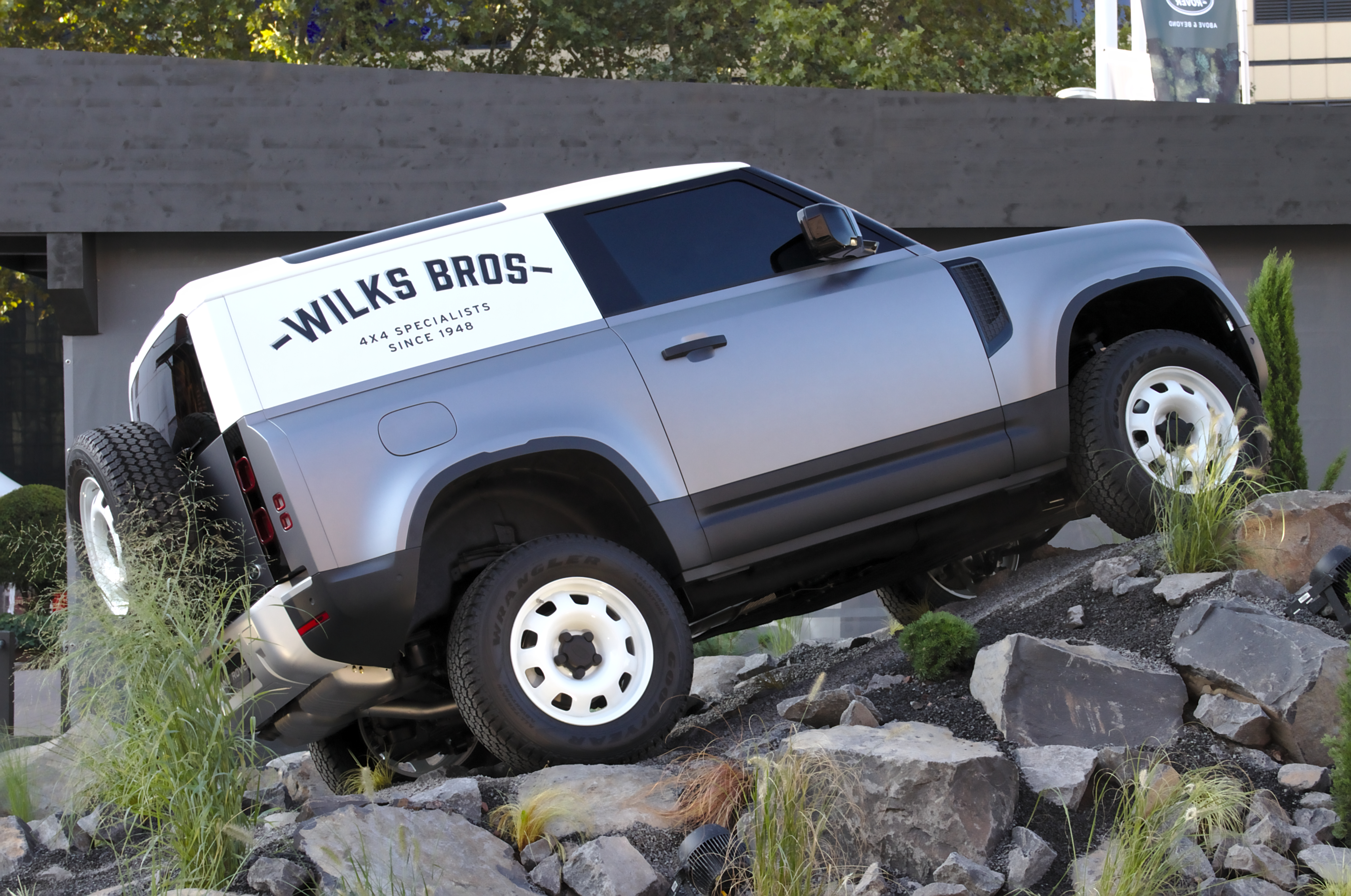
Вариант коммерческого фургона на базе Defender 90

Компания Land Rover объявила о намерении выпустить коммерческую версию автомобиля без задних сидений или задних боковых окон. Land Rover Defender получит «горячую» версию от подразделения Special Vehicle Operations (SVO). На такой внедорожник могут установить двигатель V8 от BMW X5 M, ожидаемая отдача мотора 500 л. с.

## Интересные факты
Компания Land Rover и кинокомпания EON Productions выпустили тизерный ролик с рассказом о съемках 25 фильма о Джеймсе Бонде, где одна из ролей достанется новому Defender. Внедорожник, построенный при участии известного британского координатора спецэффектов Криса Корбоулда, примет участие в сцене погони, а пока его тестирует на бездорожье команда каскадеров. Автомобиль построен для съемок «Не время умирать» на базе Defender 110 X в чёрном цвете Santorini Black и с 20-дюймовыми колесами, обутыми в профессиональные покрышки для бездорожья. Причем серия киношных «Дефендеров» стала первой, что сошла с конвейера нового завода JLR в словацкой Нитре.